# Fernanda Garay
Fernanda Garay Rodrigues est une joueuse brésilienne de volley-ball née le 10 mai 1986 à Porto Alegre (Rio Grande do Sul). Elle mesure 1,79 m et joue au poste de réceptionneuse-attaquante. Elle totalise 61 sélections en équipe du Brésil.

## Biographie
Avec l'équipe du Brésil de volley-ball féminin, elle est médaillée d'or olympique en 2012 à Londres.

## Clubs
| Club                  | De        | À         |
| --------------------- | --------- | --------- |
| Sogipa                | 2002-2003 | 2002-2003 |
| São Caetano           | 2003-2004 | 2003-2004 |
| Minas Tênis Clube     | 2004-2005 | 2007-2008 |
| EC Pinheiros          | 2008-2009 | 2009-2010 |
| NEC Red Rockets       | 2010-2011 | 2010-2011 |
| Volei Futuro          | 2011-2012 | 2011-2012 |
| Osasco Voleibol Clube | 2012-2013 | 2012-2013 |
| Fenerbahçe            | 2013-2014 | 2013-2014 |
| Dinamo Krasnodar      | 2014-2015 | oct 2015  |
| Dinamo Moscou         | 2015-2016 | 2015-2016 |
| Guangdong Evergrande  | 2016-2017 | 2016-2017 |
| Praia Clube           | 2017-2018 | …         |

## Palmarès

### Équipe nationale
- Jeux Olympiques
  -  2012 à Londres.
- Championnat du monde
  - Finaliste : 2010.
- Grand Prix Mondial
  - Vainqueur : 2013, 2014, 2016.
  - Finaliste : 2011, 2012.
- World Grand Champions Cup
  - Vainqueur : 2013.
- Championnat d'Amérique du Sud
  - Vainqueur : 2011, 2013, 2015.
- Coupe panaméricaine
  - Vainqueur : 2011.
- Jeux Panaméricains
  - Vainqueur : 2011.
  - Finaliste : 2015.
- Championnat du monde des moins de 20 ans
  - Vainqueur : 2005.
- Championnat d'Amérique du Sud  des moins de 18 ans
  - Vainqueur : 2002.

### Clubs
- Championnat du monde des clubs
  - Vainqueur : 2012.
  - Finaliste : 2015.
- Championnat sud-américain des clubs
  - Vainqueur : 2012.
  - Finaliste : 2019, 2020.
- Coupe de la CEV
  - Vainqueur : 2014, 2015.
- Championnat du Brésil
  - Vainqueur : 2018.
  - Finaliste : 2013, 2019.
- Coupe du Brésil
  - Finaliste : 2018, 2019, 2020.
- Supercoupe du Brésil
  - Vainqueur : 2018, 2019.
- Championnat de Turquie
  - Finaliste : 2014.
- Coupe de Turquie
  - Finaliste : 2014.
- Championnat de Russie
  - Vainqueur : 2016.
- Coupe de Russie
  - Vainqueur : 2014.

### Distinctions individuelles
- Grand Prix Mondial de volley-ball 2011: Meilleure réceptionneuse[3].
- Jeux olympiques d'été de 2012: Meilleure réceptionneuse.
- Championnat sud-américain des clubs de volley-ball féminin 2012: Meilleure réceptionneuse.
- Championnat d'Amérique du Sud de volley-ball féminin 2013: Meilleure réceptionneuse-attaquante.
- Championnat du monde des clubs de volley-ball féminin 2015 : Meilleure réceptionneuse-attaquante[4]